# کاواساکی، فوکوئوکا
کاواساکی، فوکوئوکا (به لاتین: Kawasaki, Fukuoka) یک منطقهٔ مسکونی در ژاپن است که در استان فوکوئوکا واقع شده‌است. کاواساکی  ۲۰٬۰۰۸ نفر جمعیت دارد.